# Marc Cameron
Pour les articles homonymes, voir Cameron.
Marc Cameron, né en 1961 au Texas, est un romancier américain, auteur de roman policier, de thriller, de roman d'espionnage, de techno-thriller et de roman de guerre.

## Biographie
Marc Cameron  est diplômé de Weatherford High School en 1980. Il travaille pendant 29 ans  en tant qu'officier de police. Au début de 1991, il devient membre du United States Marshals Service, spécialisé dans la protection des personnalités, et gravi les échelons jusqu'à sa retraite définitive en tant que chef du district de l'Alaska en 2011.
En 2011, Il publie son premier roman, National Security, premier volume d'une série consacrée à Jericho Quinn, agent spécial travaillant pour une agence secrète de lutte contre le terrorisme international. Deux des romans de cette série seront nommés pour des prix littéraires, Day Zero pour le prix Thriller 2016 du meilleur livre de poche original et Brute Force pour le prix Barry 2016 du meilleur thriller.
Cameron a commencé une nouvelle série de thrillers avec le maréchal américain Arliss Cutter; sa première entrée, Open Carry, devrait sortir en février 2019.
Il est devenu un fan de Tom Clancy en lisant The Hunt for Red October. Plus tard, son ami et écrivain de la série Jack Ryan, Mark Greaney le suggère à son éditeur Tom Colgan. Greaney a déclaré plus tard à propos de sa recommandation en faveur de Marc Cameron : « Son écriture est à la fois intelligente et pleine d'action, et Marc a un CV personnel impressionnant que je suis sûr qu'il travaillera dans les romans avec grand effet ».
Le premier ouvrage de Marc Cameron dans la série, Tom Clancy: Power and Empire, est publiée en novembre 2017 et a fait ses débuts au numéro six sur la New York Times Best Seller list. Publishers Weekly a salué le roman : « Tous les écrivains qui ont contribué à cette série depuis la mort de Clancy ont été bons, mais la formidable performance de Cameron le place à la tête du peloton ». 
En 2019, avec Open Carry, il débute une nouvelle série mettant en scène Arliss Cutter, un ancien maréchal militaire américain.

## Œuvre

### Romans

#### SérieJericho Quinn
- National Security (2011)
- Act of Terror (2012)
- State of Emergency (2013)
- Time of Attack (2014)
- Day Zero (2015)
- Brute Force (2015)
- Field of Fire (2016)
- Dead Drop (2017)
- The Triple Frontier (2018)
- Active Measures (2019)

#### SérieJack Ryancréée parTom Clancy
- Tom Clancy Power and Empire (2017)
- Tom Clancy Oath of Office (2018)
- Tom Clancy: Code of Honor (2019)
- Tom Clancy: Shadow of the Dragon (2020)
- Tom Clancy: Red Winter (2022)

#### SérieArliss Cutter
- Open Carry (2019)
- Stone Cross (2020)

#### Autres romans signés Mark Henry
- Hard Road To Heaven (2005)
- The Hell Riders (2006)
- To Hell and Beyond (2017)

## Prix et distinctions

### Nominations
- Prix Thriller 2016 du meilleur livre de poche original pour Day Zero[6]
- Prix Barry 2016 du meilleur thriller pour Brute Force[7]